# Heinrich Zschokke

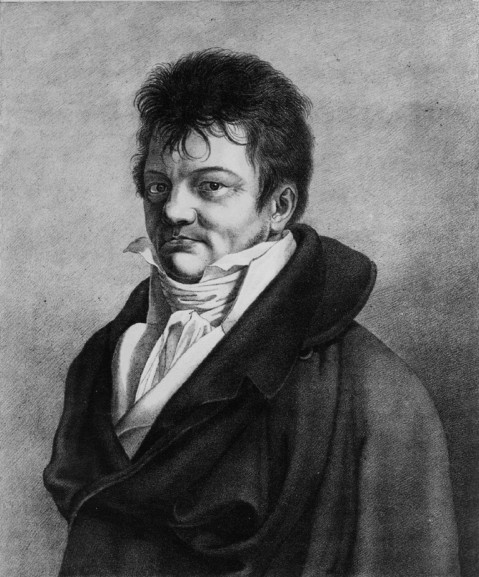
Heinrich Zschokke.

Johann Heinrich Daniel Zschokke, född den 22 mars 1771 i Magdeburg, död den 27 juni 1848 i Aargau, var en tysk-schweizisk författare. 
Zschokke engagerades som teaterdiktare vid en kringresande trupp, när han var endast 17 år, studerade sedermera vid universitetet i Frankfurt an der Oder, där han 1792 blev privatdocent, och antogs 1796 till föreståndare för uppfostringsanstalten i Reichenau (schweiziska kantonen Graubünden). Sedan anstalten 1798 upplösts vid fransmännens ockupation av landet, blev Zschokke regeringskommissarie i Unterwalden och återställde där inom kort ordningen, varefter hans fullmakt utsträcktes till Uri, Schwyz och Zug. I samma egenskap reorganiserade han 1800 det italienska Schweiz. Under ett kortare förordnande som regeringskommissarie i Basel avstyrde han behjärtat ett hotande uppror. Han insattes 1804 i överstyrelsen för skogs- och bergsväsendet i Aargau, fick medborgarrätt där och invaldes 1814 i lagstiftande kantonalrådet. Zschokke verkade inflytelserikt och i god anda även genom sina utgivna skrifter. Han överhopades med offentliga uppdrag, medan man från vissa håll alltjämt utmålade honom som revolutionär och fritänkare.
Zschokkes ungdomsarbeten tillhör skräck- och riddarromantiken, Abällino, der grosse Bandit (1793; svensk översättning 1854, ny upplaga 1857), Kuno von Kylurg (1795–1799; svensk översättning 1803) med flera. Av hans teaterstycken översattes till svenska "Julius von Sassen" (1801), "Hartford och Sally" (1814) och "Brandvakterna" (1832); sorgespelet Graf Monaldeschi (1803) behandlar en episod ur drottning Kristinas historia. De tidshändelser, som han på nära håll iakttagit, skildrade han intressant i Geschichte vom Kamp und Untergang der schweizerischen Berg- und Waldkantone (1801) med flera arbeten. Sin insikt i skogsväsendet ådagalade han i Der Gebirgsförster (2 band, 1804). Hans folkblad "Der aufrichtige und wohlerfahrene Schweizerbote" blev mycket spritt och omtyckt. Därjämte utgav han en rikhaltig periodisk skrift, "Miscellen für die neueste Weltkunde" (1807–1813), och dess fortsättning, "Überlieferungen zur Geschichte unserer Zeit" (1817–1823), samt från 1811 månadsskriften "Erheiterungen". Hans Geschichte des bayerischen Volks (4 band, 1811–1818; 8:e upplagan i 8 band 1826) äger betydande förtjänster, och med Schweizerlands Geschichte für das Schweizervolk (1822; 8:e upplagan 1849) verkade han för folkets politiska och moraliska förkovran. 
Läsvärt är även hans illustrerade arbete Die Schweiz in ihren klassischen Stellen und Hauptorten (3:e upplagan 1860–1861; "Schweitz, dess folk, klassiska ställen och märkvärdigheter", 1860-61). Jämväl som novellist var Zschokke en verklig författare för folket genom sin sunda, praktiska blick, säkra karaktärsteckning, humana åskådning och klara stil samt sin förmåga av komisk färgläggning. Mest omtyckta blev romanerna Der Flüchtling im Jura (1824), Der Freihof von Aarau (1825) och Adderich im Moos (samma år), vilka visar påverkan av Walter Scott, samt berättelserna Alamontade ("Alamontade eller galerslafven", 1834), Das Goldmacherdorf (1833; "Guldmakarens by", 1855), Der Creole ("Kreolen", 1850) och Die Branntweinpest (1837, 4:e upplagan 1842; i bearbetning (från den norska vid Andreas Faye) utgiven som "Sveriges första strid", 1840). Sämtliche Novellen utgavs 1904 i 12 band; en hel del av dem utkommer alltjämt i nya upplagor. Zschokkes inflytelserikaste arbete var emellertid hans anonymt utgivna uppbyggelseverk Stunden der Andacht (8 band, 1808–1816; mer än 30 upplagor, den senaste i 6 band, 1903 ff.; "Andaktsstunder", 4 band, 1828-30), som gav det fullaste uttryck åt rationalismen, dock utan att söka nedbryta folkets gamla tro. Hans självbiografi, Selbstschau (2 band, 1842), upplevde sin 7:e edition 1877. År 1894 restes hans staty i Aarau. Zschokkes Gesammelte Schriften utgavs 1851–1854 i 35 band av hans son Emil Zschokke, som även skrev hans biografi (1866; 3:e upplagan 1876).